# Eugenia costaricensis
Eugenia costaricensis es una especie de planta perteneciente a la familia de las mirtáceas. 

## Descripción
Son árboles o arbustos, que alcanza un tamaño de hasta 10 m de alto; ramitas glabras o muy diminutamente hispídulas. Hojas elípticas u ovado-elípticas, 3.9–7 cm de largo y 1.7–3.7 cm de ancho, ápice acuminado, base cuneiforme, glabras. Racimos con los ejes cortos, por lo que las flores parecen dispuestas en grupos umbeliformes, 1.2–1.8 cm de largo, flores 4–10, pedicelos 6–12 mm de largo, hispídulos, bractéolas unidas en la base, con cilios largos y cobrizos; hipanto cupuliforme, glabro; lobos del cáliz ovados, los más largos 1–1.7 mm de largo. Frutos globosos, 3–5 mm de largo.

## Distribución y hábito
Especie abundante, se encuentra en bosques siempreverdes y enanos, en la zona norcentral y pacífica; a una altitud de 900–1800 metros drsde Honduras a Panamá.

## Taxonomía
Eugenia costaricensis fue descrita por Otto Karl Berg y publicado en Linnaea 27(2–3): 213. 1854[1856].
Etimología
Eugenia: nombre genérico otorgado en honor del  Príncipe Eugenio de Saboya.
costaricensis: epíteto geográfico que alude a su localización en Costa Rica.
Sinonimia
- Eugenia valerioi Standl.[3]